# Nowaja Tawołżanka
Nowaja Tawołżanka (ros. Новая Таволжанка) – wieś (ros. село, trb. sieło) w Rosji, w obwodzie biełgorodzkim, w rejonie szebiekińskim. Centrum administracyjne osiedla wiejskiego Nowotawołżanskoje.

## Geografia
Miejscowość jest położona pod miastem Szebiekino, przy granicy z Ukrainą, na południowy wschód od miasta Biełgorod.
Przez wieś przepływa rzeka Doniec.

## Demografia
W 2021 roku wieś zamieszkiwało 5268 osób.